# نهائي كأس ولي العهد السعودي 2010
نهائي كأس ولي العهد السعودي 2010 هي مباراة تحديد الفائز بكأس ولي العهد السعودي. اقيمت المباراة في ملعب الملك فهد الدولي بمدينة الرياض بتاريخ 19 فبراير 2010 وقد فاز بالمبارة نادي الهلال بنتيجة هدفين مقابل هدف.